# انیس وزیر
انیس وزیر (۱۹۰۸–۱۹۶۸م) نظامی و نویسنده عراقی بود. آخرین درجه‌اش در ارتش عراق، سرتیپ بود. الدفاع عن جسر الکرخیة، قتال الشوارع و الدفاع عن الدور از آثار اوست.